# 2-甲基-1-戊醇
2-甲基-1-戊醇（英語：2-Methyl-1-pentanol，IUPAC名：2-methylpentan-1-ol）是一种伯醇类的有机化合物，可作为溶剂和生产其它化学品的中间产物